# Dioclerus
Dioclerus is een geslacht van wantsen uit de familie van de Miridae (Blindwantsen). Het geslacht werd voor het eerst wetenschappelijk beschreven door Distant in 1910.

## Soorten
Het genus bevat de volgende soorten:

- Dioclerus bengalicus Stonedahl, 1988
- Dioclerus lutheri (Poppius, 1912)
- Dioclerus malayensis Stonedahl, 1988
- Dioclerus praefectus Distant, 1910
- Dioclerus sabah Stonedahl, 1988
- Dioclerus thailandensis Stonedahl, 1988